# Stephen Booth
Stephen Booth, född  1952 i  Burley i grevskapet Lancashire i nordvästra England, är en brittisk författare och tidigare journalist. Han är känd för sina kriminalromaner, som utspelar sig i den fiktiva orten Edendale. Hans böcker finns översatta till 16 språk.

## Uppväxt och utbildning
Booth föddes i nordvästra England men växte upp i Blackpool dit hans föräldrar flyttade när han bara var 2 år gammal. Efter grundskolan studerade han vid Universitetet i Birmingham. Efter examen flyttade han till Manchester för att vidareutbilda sig till lärare. Erfarenheterna som lärarpraktikant blev inte positiva och han  lämnade där lärarbanan. Efter sin korta lärarbana fick han sitt första journalistjobb 1974 på en tidning i Wilmslow, Cheshire. Han arbetade i 27 år som journalist för flera lokaltidningar i Yorkshire, Nottinghamshire and Derbyshire. Booth avslutade sin journalistbana 2001 efter att ha fått sin första bok publicerad år 2000.

## Författarskap
Booths romaner utspelas i den fiktiva staden Edendale i grevskapet Derbyshire som ligger i Peak District. Huvudkaraktärerna i böckerna är de båda poliserna Ben Cooper och Diane Fry.
Booths första bok The Black Dog (Den svarta hunden) kom ut år 2000. Totalt 18 böcker har getts ut i serien. Alla utom de två sist utgivna är översatta till svenska. Böcker ges i Storbritannien ut av förlaget Little, Brown Group. Böckerna i Sverige gavs ursprungligen ut av förlaget Minotaur men sedan 2003 av Bokförlaget Forum.
Den fristående romanen Drowned lives gavs ut 2019 och utspelas i South Staffordshire med ett historiskt tema.

### Romankaraktärerna
Ben Cooper är den lokala killen, född och uppvuxen i en lantbrukarfamilj i Peak District. Pappan var poliskonstapel som efter att han mördats av ett ungdomsgäng ses som en lokal hjälte, en status som Ben motvilligt fått ärva. Alla i bygden känner Ben och han själv anses förstå hur bygdens folket tänker och känner.
Diane Fry blev något av en utböling när hon började hos polisen i Edendale. Hon kom från en tjänst som storstadspolis. Ambitiös men ointresserad av att etablera vänskaper men avancerar i sin karriär. Medan hennes kollega Ben är den känsliga killen som bryr sig om folket han möter i sitt arbete är Diane känslokall. Relationen med Ben Cooper är komplicerad och särskilt efter att han ofrivilligt medverkade till att Diane återfick kontakten med sin försvunna syster Angie.

## Privatliv
Booth bodde under en period på en mindre lantgård i Yorkshire där han som hobby började föda upp getter och blev då så framgångsrik att han verkade som domare i brittiska förbundet för getuppfödning.
Booth har också varit aktiv i kampanjer för de brittiska biblioteken och representerat Storbritannien vid Helsingfors bokmässa.
Booth bor tillsammans med sin fru Lesley strax utanför Retford, Nottinghamshire.

## Priser och utmärkelser
- 2001 – Barry Award för bästa brittiska kriminalroman (Black Dog)[8]
- 2001 – Crime Writers' Association Silver Dagger för årets bästa kriminalroman (Dancing with the Virgins)[9]
- 2002 – Barry Award för bästa kriminalroman (Dancing with the Virgins)[10]
- 2003 – Daggerpriset Dagger in the Library (Dancing with the Virgins)[11]

### Serien Cooper & Fry
1. Black Dog (2000) (Svarta hunden, 2001)
2. Dancing with the Virgins (2001) (Jungfrudansen, 2002)
3. Blood on the Tongue (2002) (Iskallt spår, 2003)
4. Blind to the Bones (2003) (Blindspel, 2004)
5. One Last Breath (2004) (Ett sista andetag, översättning Jan Malmsjö, 2005)
6. The Dead Place (2005) (Dödens plats, 2006)
7. Scared to Live (2006) (I skydd av mörkret, 2007)
8. Dying to Sin (2007) (Svart som synden, 2008)
9. The Kill Call (2009) (Sista samtalet, 2009)
10. Lost River (2010) (Flickan i floden, 2010)
11. The Devil's Edge (2011) (Djävulsklippan, 2011)
12. Dead and Buried (2012) (Död och begraven, 2012)
13. Already Dead (2013) (Redan död, 2013)
14. The Corpse Bridge (2014) (Bron, 2016)
15. The Murder Road (2015) (På väg mot döden, 2017)
16. Secrets of Death (2016) (Dödens hemligheter, 2018)
17. Dead in the Dark (2017)
18. Fall Down Dead (2018)

### Fristående roman
- Drowned Lives (2019)